# Справа коричневого пса
Справа «коричневого пса» (англ. The Brown Dog affair) — резонансна подія, що призвела до суспільних дискусій та заворушень, а згодом вилилася в судову справу, що розглядалася в Олд-Бейлі з 11 по 18 листопада 1903 року. Британський фізіолог Вільям Меддок Бейлісс захищав свою честь від, на його думку, наклепу з боку письменника, адвоката та противника вівісекції Стівена Колріджа. Останній інкримінував Бейліссу жорстоке поводження з тваринами, що суперечило положенням закону проти жорстокого поводження з тваринами (1876). Рішення у справі спричинило подальші суспільні заворушення, акції протесту та надало ще більше аргументів для послідовників руху за припинення практики вівісекції.

## Передумови
Про коричневого пса відомо зовсім не багато. Він був представником групи порід тер'єр і використовувався як піддослідний в медичній школі Університетського коледжу Лондона. Британське національне антивівісекційне товариство, яке ще з давніх часів відстоювало ідею захисту тварин, надає такий опис тварини і самих подій. У грудні 1902 року професор Університетського коледжу Лондона Ернест Генрі Старлінг здійснив свою першу операцію на собаці-тер'єрі, позбавивши її підшлункової залози. Протягом наступних двох місяців собака жила в клітці, засмучуючи багатьох своїм виттям та загальним виглядом.
У лютому 1903 року Старлінг розрізав черевце собаки, щоб оглянути результат попередньої операції. Потім він затис рану щипцями і передав тварину доктору Бейліссу, який зробив нові надрізи в ділянці шиї для демонстрації студентами під час лекції. Ще через пів години тварина, яка очевидно сильно страждала, була передана Генрі Дейлу, неліцензованому студенту-досліднику, який убив її хлороформом чи хірургічним шляхом. В аудиторії того дня були двоє шведських антивівісекціоністів-студентів, які й зафіксували цей випадок. Це були двоє жінок — Луїза Лінд аф Гагебі та Леїза Катаріна Шартау (англ. Leisa Katherine Schartau), що того ж року опублікували книгу під заголовком «Очі-свідки», згодом перейменовану в «Сутички науки: виписки з щоденника двох студентів-фізіологів». Історія про собаку була включена до їхніх свідчень про жорстокість при проведенні вівісекції. Книга потрапила до секретаря Національного антивівісекційного товариства Стівена Колріджа, який зрозумів, що в поводженні з твариною було порушено два пункти закону проти жорстокості: її не знеболили і її використали в більше ніж одному експерименті. Колрідж виступив із провокаційною публічною заявою проти вчених, що призвело до того, що Бейлісс подав проти нього позов про наклеп.

## Судовий розбір

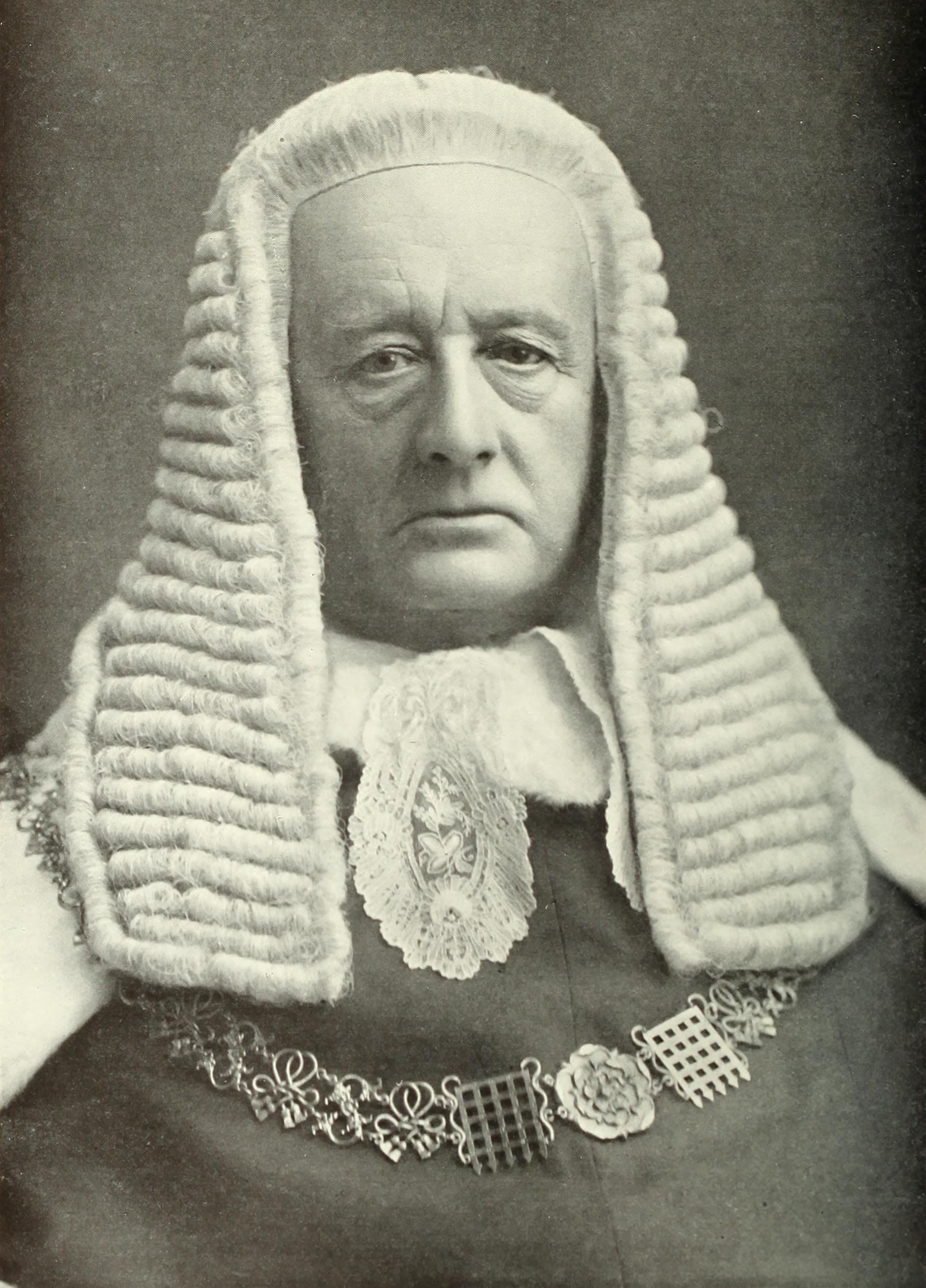
Річард Вебстер —, Лорд Альверстон, головуючий суддя під час розгляду справи про наклеп через «коричневого пса»

Колрідж вирішив, що немає сенсу покладатися на притягнення до відповідальності згідно із законом проти жорстокості. Натомість 1 травня 1903 року він виступив з гнівною промовою про випадок із собакою на щорічному засіданні Національного противівісекційного товариства в залі Сент-Джеймса в Пікаділлі, на якому були присутні від 2000 до 3000 людей. Підтримку Колріджу та вибачення за особисту відсутність надіслали письменники Джером К. Джером, Томас Гарді та Редьярд Кіплінг. Колрідж прямо звинуватив вчених у катуваннях: «Якщо це не катування, нехай містер Бейлісс та його друзі іменем Небес дадуть відповідь, що ж тоді є катуванням?» Основні тези виступу були опубліковані наступного дня газетою Daily News (лондонське відділення), а в Палаті громад розпочалися дебати, зокрема, сер Фредерік Банбері, депутат консервативної партії, виступив автором законопроєкту, спрямованого на припинення дослідів та вівісекції.
Професор Бейлісс вимагав публічного вибачення і, коли до 12 травня цього не трапилося, подав позов про наклеп. Ернест Старлінг тим часом вирішив не подавати до суду. Колрідж намагався переконати шведок аф Гагебі та Шартау припинити публікування та розповсюдження книги про коричневого пса до початку судового розгляду, але вони все одно продовжували роботу. Судовий процес відкрився в Олд-Бейлі 11 листопада 1903 року перед головуючим суддею Річардом Вебстером лордом Альверстоном і тривав чотири дні, закінчившись 18 листопада. Справа привернула увагу спільноти і під будівлею суду стояли черги завдовжки 30 метрів.
Адвокат Бейлісса Руфус Ісаак викликав Старлінга своїм першим свідком. Останній зізнався, що дійсно порушив закон, використовуючи собаку двічі, але зробив це, щоб уникнути вбивства двох собак. Бейлісс засвідчив, що собаці було введено півтори дози морфіну раніше, ніж почалася операція, а потім шість унцій алкоголю, хлороформу та ефіру через трубку, підключену до трахеї собаки. Бейлісс наголошував, що трубки були неміцні і якщо б собака пручалася, то вони б зламались. Ветеринар Альфред Сьюелл сказав, що систему, яку використовує Байлісс, навряд чи можна схарактеризувати як адекватну, але інші свідки, зокрема Фредерік Хобдей з Королівського ветеринарного коледжу не погодилися з твердженням останнього. Було навіть твердження, що Бейлісс застосував занадто багато наркозу, через що собака не реагувала на електричну стимуляцію. Сам же Бейлісс сказав, що собака страждала від хореї, хвороби, яка викликає мимовільний спазм, і що будь-який рух, який бачили шведські студентки, не міг відбутися.
Невдовзі четверо студентів (троє жінок та чоловік) зв'язалися з адвокатом Бейлісса і засвідчили, що собака була непритомною. Адвокат Колріджа, Джон Лоусон Уолтон, викликав для давання свідчень аф Гагебі та Шартау. Вони запевняли, що були першими студентами, які приїхали, і були залишені наодинці з собакою протягом близько двох хвилин. Вони звернули увагу на рубці від попередніх операцій та розріз на шиї, де були розміщені дві трубки. Вони не відчували запаху знеболювального засобу і не бачили жодного апарату, який би доставив засіб до організму. Вони сказали, що собака вигнув спину і смикнув лапами, що вони розцінювали як намагання втекти. Коли почався експеримент, собака продовжував рухати черевцем і тремтіти. Адвокат Бейлісса розкритикував Колріджа за те, що він прийняв заяви жінки, не вимагаючи підтвердження, і за те, що публічно говорив про це попри те, що це може призвести до судових процесів. Колрідж відповів, що не шукав перевірки, оскільки знав, що претензії будуть відхилені, і що він продовжує вважати заяву жінок правдивою. 18 листопада 1903 року після 25 хвилинної наради присяжні одноголосно визнали, що Бейлісс зазнав наклепу. Також Колріджа зобов'язали виплатити йому 2000 фунтів стерлінгів компенсації, що останній і зробив наступного дня.

## Наслідки

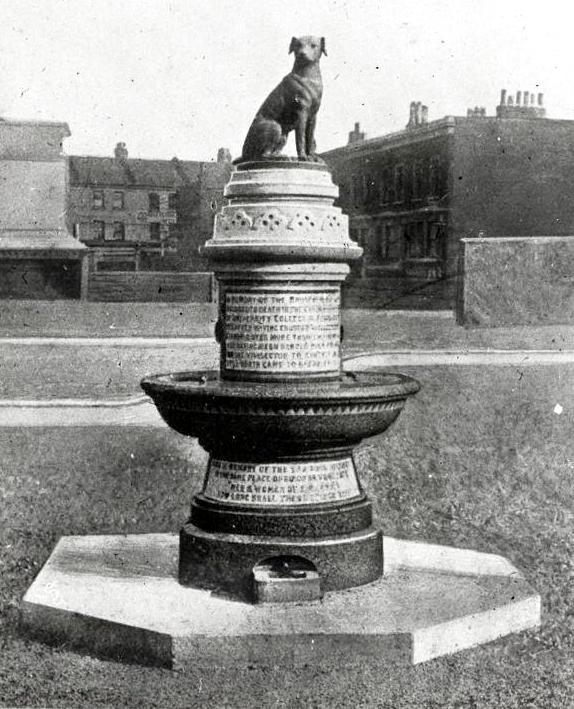
Пам'ятник-фонтан коричневому псу (автор)

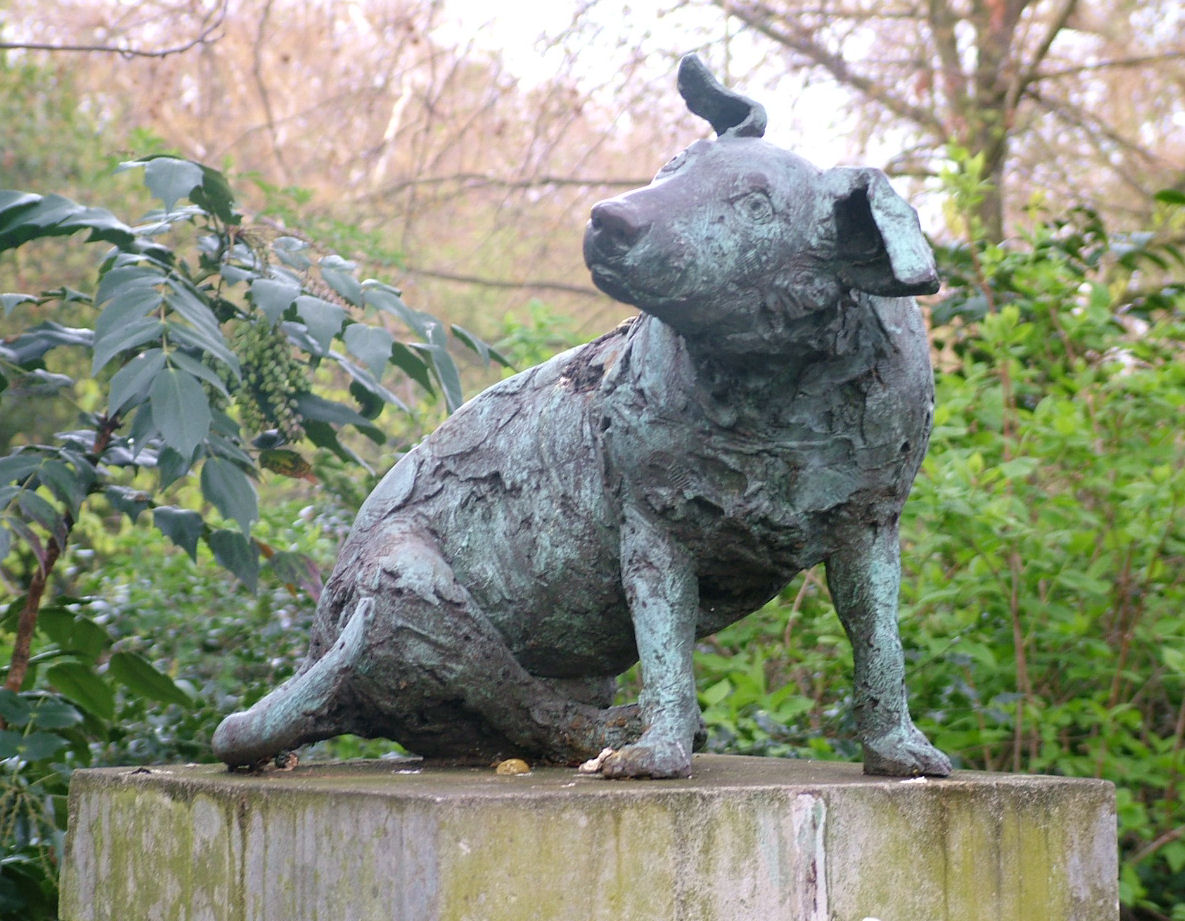
Сучасна скульптура

Антивівісекціоніст-благодійник пожертвував гроші на меморіал, який був розміщений у лондонському районі Баттерсі. Він складався зі статуї собаки, що сиділа вертикально з благородною поставою і дивилася вдалечінь. Тварина розміщена на вершині багато прикрашеної циліндричної основи, яка містила громадський питний фонтан; на дні було також корито для води, щоб тварини могли напитися. Монумент містив такий напис: «В пам'ять про коричневу собаку породи тер'єр, що загинув у лабораторії університетського коледжу в лютому 1903 року після того, як витримав вівісекції, що тривали понад два місяці, і був переданий від одного вівісектора до іншого, поки смерть не звільнила його. Також у пам'ять про 232 собак, що зазнали вівісекції там же протягом 1902 року. „Очі-свідки“ — чоловіки та жінки Англії, як довго триватимуть такі речі???».
Меморіал від самого початку існування зазнавав критики з боку прихильників вівісекції. Останні навіть погрожували акціями непокори та протестними ходами. Після цього благодійники та розробники монументу запевнили міську владу, що готові покрити будь-які витрати, пов'язані з відшкодуванням заподіяної шкоди та судовими зборами. Монумент коричневому псу цілодобово перебував під охороною. Відкриття відбулося 15 вересня 1906 року за участі міського голови. Протестні настрої серед студентів-медиків, медичних працівників та симпатиків вівісекції ширилися і в ніч на 19 листопада 1907 року поліціянт у цивільному одязі, що охороняв меморіал, підслухав невелику групу, яка обговорювала план зібрати разом ще 500 осіб та знести монумент. Один із членів групи рухався до монумента з кувалдою, а інший спробував знищити собачі ноги. Поліція встигла прибути та зупинити порушників до того, як була заподіяна будь-яка шкода.
Через кілька тижнів сотні студентів-медиків та ветеринарів з Лондона, Оксфорда та Кембриджа пройшли вулицями Лондона, несучи плакати з зображеннями голови суду й коричневого пса. Досягнувши Королівського коледжу, вони спробували підпалити ці речі, але згодом вирішили втопити їх у річці Темза. Водночас мешканці Баттерсі та антивівісекціоністи також зібралися на противагу протестувальникам, і зустрічі між двома сторонами призвели до жорстоких сутичок, відомих як «бунти коричневого пса». В своїх мемуарах професор Бейлісс описує їх як «найстрашніші заворушення в Лондоні до демонстрацій проти оподаткування в 1980-х роках». В наступні дні протести посилилися, включаючи розпалювання багаття на вулицях та марші, що призвело до більшої кількості арештів. Було здійснено багато спроб знищити монумент і, врешті-решт, міська влада переглянула своє рішення щодо надання дозволу на розміщення монументу. В ніч з 9 на 10 березня 1910 року його було демонтовано, а саму статую передали ковалю, який розплавив її.
В 1985 році прихильники захисту прав тварин створили нову статую і помістили її в парку Баттерсі. На ній присутній такий же напис, що був в оригіналі, немає питного фонтану і статуя собаки істотно відрізняється. Скульптуру пса виконав скульптор Нікола Хікс.